# Pilea radicans
Pilea radicans är en nässelväxtart som först beskrevs av Olof Swartz, och fick sitt nu gällande namn av Hugh Algernon Weddell. Pilea radicans ingår i släktet pileor, och familjen nässelväxter. Inga underarter finns listade i Catalogue of Life.